# Magyar Csocsó Szövetség
A Magyar Csocsó Szövetség 2001-ben alakult.
A Szövetség elsődleges célja, hogy minél több érdeklődővel ismertesse meg a csocsó által nyújtott élményeket, mind szórakozás, mind a versenyzés szintjén. Aktuális ranglistájuk több mint 700 versenyzőt tömörít magába - mely vegyesen rangsorol fiúkat és lányokat is -, többnyire a 16-27 éves korosztályból, de idősebb és fiatalabb versenyzők is előfordulnak rendezvényeiken. 
Igyekszenek az eddigieknél is több újoncot toborozni oktatási intézményekben, kollégiumokban, szórakozóhelyeken, fesztiválokon, ennek érdekében kisebb-nagyobb versenyeket, bemutatókat szerveznek minden korosztály körében.
A Szövetség évente két-három nagyobb szabású, több napos versenyt szervez, melyen a versenyzők létszáma meghaladja a több száz főt. Ezeken a rendezvényeken a visszatérő játékosokon túl újakkal is rendszeresen találkozunk, valamint külföldi versenyzők is jelentős számmal szerepelnek.
Kiállításokon és nagyobb programokon is szerepelnek, bemutatókat tartanak, próbajátékokat szerveznek (Sziget Fesztivál, BNV). Saját elképzelés alapján megrendelésre is több program került lebonyolításra, mind gyerekek, fiatalok, mind felnőttek részére (Árkád Üzletház, Jansport sorozatok).

## Külső hivatkozások
- Magyar Csocsó Szövetség-rendezvények, versenyek